# Boa Nova
Boa Nova är en kommun i Brasilien.   Den ligger i delstaten Bahia, i den östra delen av landet, 800 km öster om huvudstaden Brasília. Antalet invånare är 15 409.
Omgivningarna runt Boa Nova är huvudsakligen savann. Runt Boa Nova är det ganska glesbefolkat, med 29 invånare per kvadratkilometer.